# عزان مقبول
عزان مقبول (عربی: عزان مقبول؛ زادهٔ ۲۴ آوریل ۱۹۸۴) یک ورزشکار اهل عربستان سعودی است.
از باشگاه‌هایی که در آن بازی کرده‌است می‌توان به باشگاه فوتبال نجران عربستان سعودی، و باشگاه فوتبال نجران عربستان سعودی، اشاره کرد.